# James Cockburn
James Cockburn (ur. 13 grudnia 1819, zm. 14 sierpnia 1883) – kanadyjski polityk II poł. XIX w. Był uczestnikiem konferencji w Quebecu. Zaliczany jest do grona Ojców Konfederacji Kanady.
Cockburn urodził się w Anglii. W wieku 13 lat wraz z rodzicami wyemigrował do Kanady. Jego ojciec, zarażony w czasie podróży cholerą, zmarł wkrótce po przybyciu do Kanady. Osierocona rodzina osiadła w Toronto, gdzie James ukończył Upper Canada College, a następnie studiował prawo. W 1846 otworzył praktykę adwokacką w Cobourgu. W 1855 włączył się w działalność samorządową, zostając radnym w Cobourgu. W 1861 wkroczył na scenę polityki prowincjonalnej, zostając wybranym do Zgromadzenia Legislacyjnego Prowincji Kanady. W Zgromadzeniu Cockburn popierał rząd koalicyjny, zbliżając się do konserwatystów. Z czasem został bliskim współpracownikiem Johna Macdonalda. W 1863 wszedł do rządu, zostając prokuratorem generalnym. W 1864 uczestniczył w konferencji w Quebecu. W 1867 John Macdonald, pierwszy premier Kanady, mianował Cockburna marszałkiem Parlamentu. Ta bardzo kontrowersyjna nominacja – Cockburn nie był biegły w języku francuskim – wywołała oburzenie wśród opozycji parlamentarnej. Mając silne poparcie premiera, Cockburn utrzymał swą funkcję przez dwie kadencje.
Ze względu na udział w aferze łapówkarskiej związanej z budową Kolei Transkanadyjskiej, tzw. Pacific Scandal, Cockburn stracił swój mandat parlamentarny, którego nie zdołał odzyskać w dwóch kolejnych wyborach. Do parlamentu wrócił dopiero w 1878, pozostając jednak w cieniu. Z udziału w życiu politycznym wycofał się w 1881. Od tego czasu zajął się pracą archiwistyczną, gromadząc i klasyfikując akty prawne prowincji. Wyniki jego pracy wykorzystane były potem do normalizacji prawa w Kanadzie.